# Simone Spescha
Simone Spescha (Roma, 20 giugno 1979) è un pallavolista italiano.
Gioca nel ruolo di schiacciatore e opposto.

## Carriera
La carriera di Simone Spescha incomincia nel settore giovanile del Cuneo Volley Ball Club; viene aggregato alla prima squadra nella stagione 1998-99 e vince la Coppa Italia. Dopo due anni in prestito all'Associazione Sportiva Pinuccio Capurso Volley Gioia e alla Pallavolo Mantova, torna a Cuneo per due annate, periodo in cui conquista tre trofei: la Supercoppa italiana, la  Coppa CEV e la sua seconda Coppa Italia.
Dopo una stagione all'AdriaVolley Trieste, conclusa all'ultimo posto con conseguente retrocessione in Serie A2, cambia diverse squadre nella seconda divisione nazionale, prima di ottenere due promozioni consecutive, dalla Serie B1 alla Serie A1, con il Volley Forlì. Nell'annata 2008-09 gioca nella M. Roma Volley in Serie A2, mentre l'anno successivo partecipa per l'ultima volta al massimo campionato italiano, con la maglia del Prisma Volley di Taranto, terminando poi la stagione in Serie A2 con l'Olympia Volley Massa. Nel 2010-11 ottiene un'altra promozione, dalla Serie B1 alla Serie A2, con il Volley Corigliano; l'annata 2012-2013 è in cadettedra alla Pallavolo Loreto.
All'inizio dell'estate del 2013 tenta un'esperienza in Libano con il Blatt Jbeil Beirut, insieme con Francesco Biribanti, per passare poi nel campionato libico con la maglia dell'Asswehly Sports Club, dove vince il campionato Libico e la Coppa Libica. 
Nel 2014 torna in Italia, alla Emma Villas Volley, giocando in Serie B1, conquistando la promozione in Serie A2 e vincendo la Coppa Italia di B1, per poi giocare un anno nella massima serie araba nell'Al Ahli Jeddah, vincendo la Coppa Saudita. Torna per la stagione 2016-2017 in Italia vestendo la casacca del Real Volley Gioia, in Serie B, ottenendo nuovamente una promozione in Serie A2 e la vittoria della Coppa Italia di B1. La squadra di Gioia del Colle resterà imbattuta per tutta la stagione, ben 30 vittorie di squadra su 30 partite. Nel 2017-2018 approda alla Top Volley Lamezia 2018-2019, dove conquista un'altra promozione in Serie A2. Dal 2018 al 2020 Gioca nelle file della Nova Volley Loreto 2014 nel campionato Nazionale di Serie B unica

## Palmarès
- Coppa Italia: 2

1998-99, 2001-02
- Medaglia d'Oro Giochi del mediterraneo 2001

- Supercoppa italiana: 1

2002
- Coppa CEV: 1

2001-02
- Campionato Italiano Serie B (pallavolo maschile) 2006-2007 (promozione in Serie A2 (pallavolo maschile))
- Campionato Italiano Serie A2 (pallavolo maschile) 2007-2008 (promozione in Serie A1 (pallavolo maschile))
- Campionato Libico 2013-2014 Scudetto e Coppa Libica
- Campionato Italiano Serie B (pallavolo maschile) 2014-2015 (promozione in Serie A2 (pallavolo maschile))
- Coppa Italia (pallavolo maschile) Serie B (pallavolo maschile) 2014-2015
- Coppa Saudi Arabia 2016-2017
- Campionato Serie B (pallavolo maschile) 2017-2018
- Coppa Italia (pallavolo maschile) Serie B (pallavolo maschile) 2017-2018
- Campionato Serie B (pallavolo maschile) 2018-2019 (promozione in Serie A2 (pallavolo maschile))